# Kråka
Kråka est une île dans le landskap Sunnhordland du comté de Vestland. Elle appartient administrativement à Lindås.

## Géographie
Rocheuse et couverte de bosquets, à fleur d'eau, elle s'étend sur environ 137 m de longueur pour une largeur approximative de 67 m. 